# Aenictus shuckardi
Aenictus shuckardi é uma espécie de formiga do gênero Aenictus.